# Carrión de Calatrava
Carrión de Calatrava település Spanyolországban, Ciudad Real tartományban. Carrión de Calatrava Almagro, Ciudad Real, Miguelturra és Ciudad Real községekkel határos. Lakosainak száma 3233 fő (2024).

## Népesség
A település népessége az elmúlt években az alábbi módon változott:
| Lakosok száma | 2640 | 2660 | 2712 | 2931 | 3003 | 3080 | 3068 | 3082 | 3086 | 3233 |
|               | 2001 | 2004 | 2006 | 2009 | 2011 | 2014 | 2016 | 2019 | 2021 | 2024 |